# Cerro de las Armas
Cerro de las Armas es una localidad uruguaya del departamento de Colonia, municipio de Colonia Miguelete.

## Ubicación
La localidad se encuentra situada en la zona centro-norte del departamento de Colonia, sobre la cuchilla del Miguelete, entre el río San Juan, y el arroyo Miguelete, y junto a la intersección de la ruta 106 y el camino al Paso del Hospital.

## Historia
La localidad fue declarada centro poblado por ordenanza de la Junta departamental de Colonia el 28 de diciembre de 1961.